# Caerleon
Caerleon – miasto w Wielkiej Brytanii, w Walii. W 2010 roku liczyło 8747 mieszkańców. Znajdują się tam ruiny rzymskiej twierdzy wzniesionej w I wieku n.e.

## Historia
W okresie, gdy Brytania była jedną z prowincji rzymskich, w Caerleon znajdowała się ważna twierdza o nazwie Isca (znana również jako Isca Silurum lub Isca Augusta), jedno z głównych miejsc stacjonowania legionów na terenie prowincji (wraz z fortecami Deva w Chester i Eboracum w Yorku). Twierdzę wzniesiono w latach 70–80 n.e., początkowo jako konstrukcję ziemno-drewnianą, którą w latach 99–100 n.e. wzmocniono kamieniem, a następnie rozbudowano. Miała wymiary ok. 490 × 410 metrów i powierzchnię ok. 21 hektarów, mogąc pomieścić 5000–6000 ludzi; stacjonowała w niej Legio II Augusta. Forteca była połączona z innymi częściami Brytanii siecią dróg rzymskich; ponadto na brzegu pobliskiej rzeki Usk znajdowało się duże nabrzeże portowe mogące przyjmować statki o zanurzeniu do 1,6 m. Pod koniec III wieku n.e. garnizon wojskowy wycofano. Forteca była zamieszkana do lat 370. n.e., prawdopodobnie przez ludność cywilną.
W średniowieczu Caerleon stanowiło jedno z centrów administracyjnych walijskiego Królestwa Gwent. Pozostawało w rękach władców walijskich do 1217. Pełniło rolę ośrodka handlowego na wybrzeżu Kanału Bristolskiego, lecz później ustąpiło miejsca Newport, położonemu na południowy-zachód przy ujściu rzeki Usk. 
Caerleon jest tradycyjnie kojarzone z legendarnym królem Arturem, gdyż według relacji walijskiego kronikarza Geoffreya z Monmouth (ok. 1100–ok. 1155) zawartej w dziele Historia Regum Britanniae (ok. 1136) mieścił się tam dwór króla Artura.